# Bonarka City Center
Bonarka City Center — торговий центр у Кракові, Польща. Bonarka є найбільшим торговим центром міста та Малопольського воєводства (станом на 2013 рік) та четвертим у Польщі. Побудований на території колишньої хімічної фабрики „Бонарка“, яка в свою чергу була збудована на місці колишнього однойменного села, що й дало назву центру. Відкритий 21 листопада 2009 року. Торгова площа Бонарки 91 тис. м², на якій розміщені приблизно 270 магазинів. Найбільші з них: гіпермаркет Auchan (площа 18 тис. м²), Leroy Merlin та Empik. Тут також знаходиться один з найбільших кінотеатрів Польщі — 20-ти зальний Cinema City. Загалом він може вмістити 3 234 глядача. При торговому центрі є 3-рівневий паркінг на 3 200 машиномісць.

## Технічні характеристики
- Комерційна площа: 91 000 м²
- Загальна площа 234 000 м²
- Кількість магазинів: приблизно 270
- Кількість паркувальних місць: 3 200
- Загальний обсяг інвестицій: 190 млн. €

## Галерея

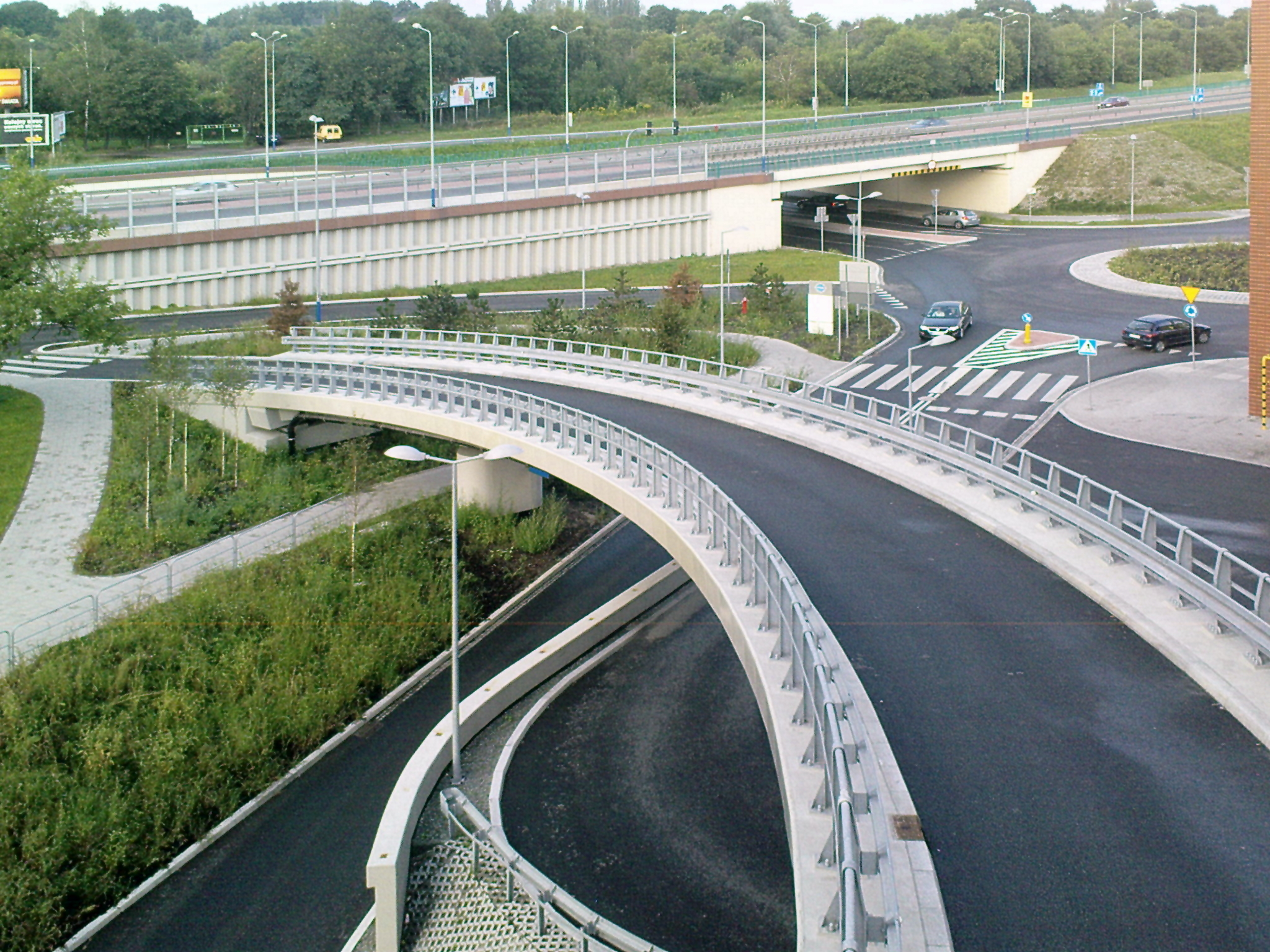
В'їзд та виїзд з паркінгу
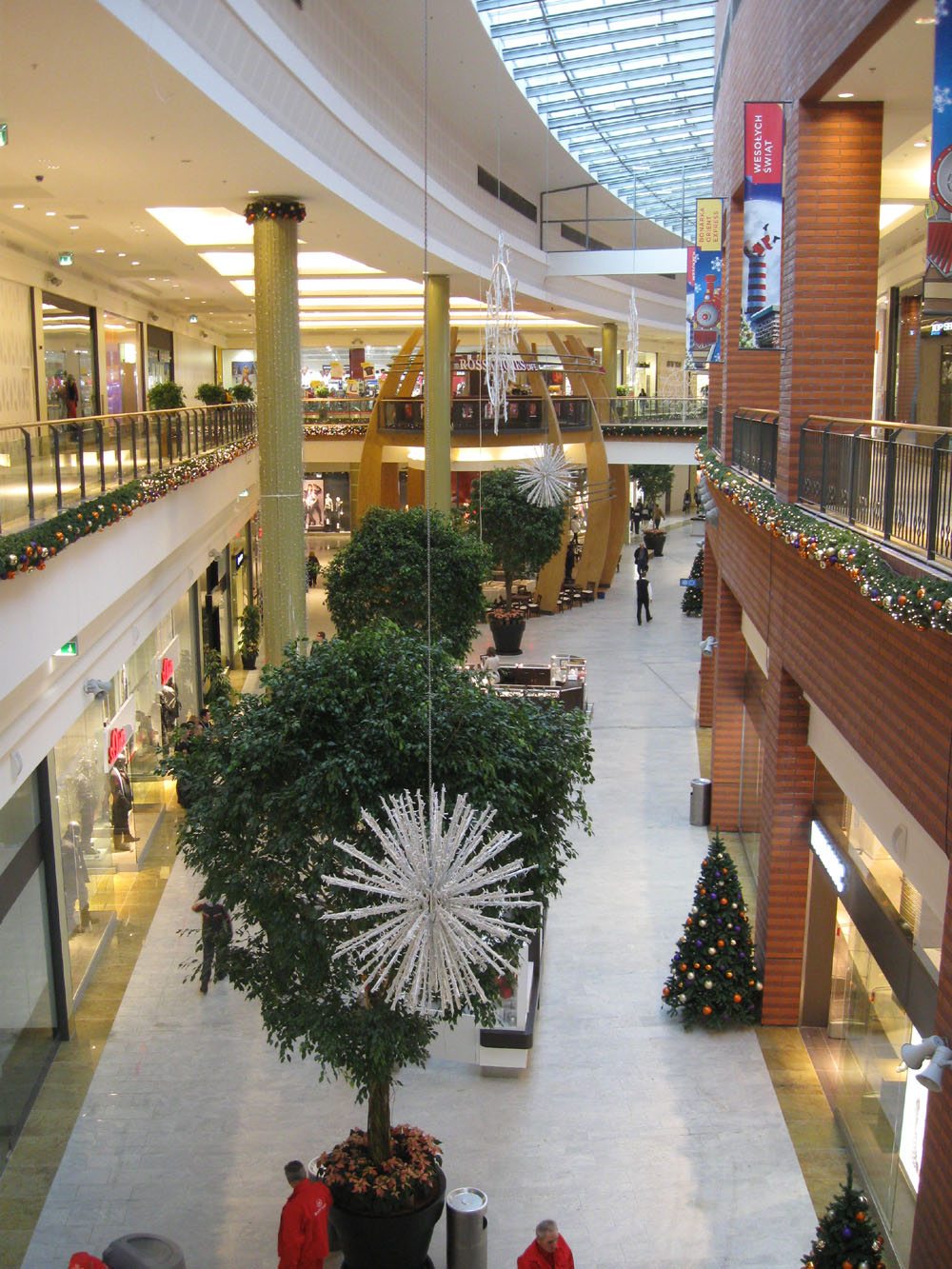
Внутрішній інтер'єр
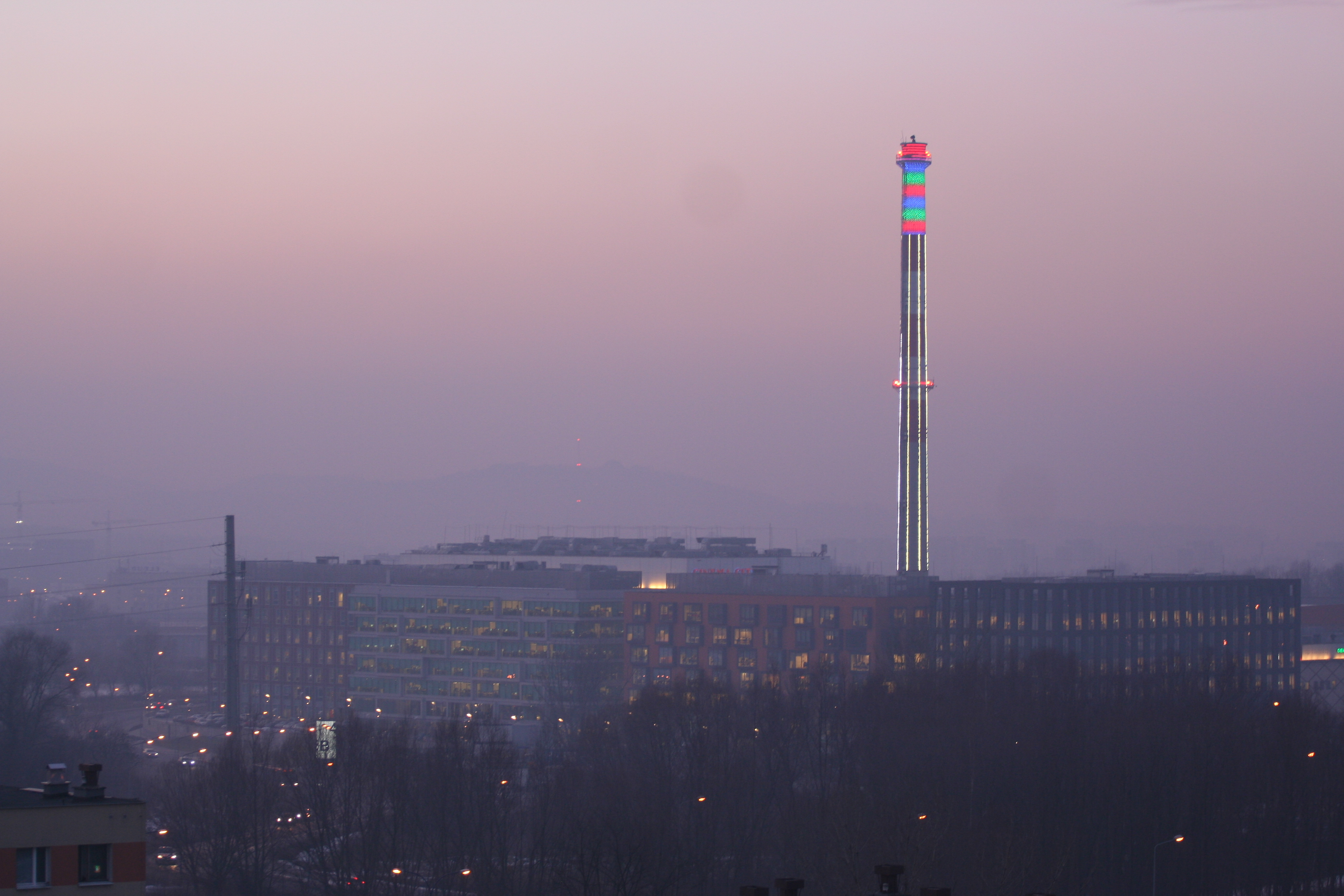
Труба — символ Бонарки
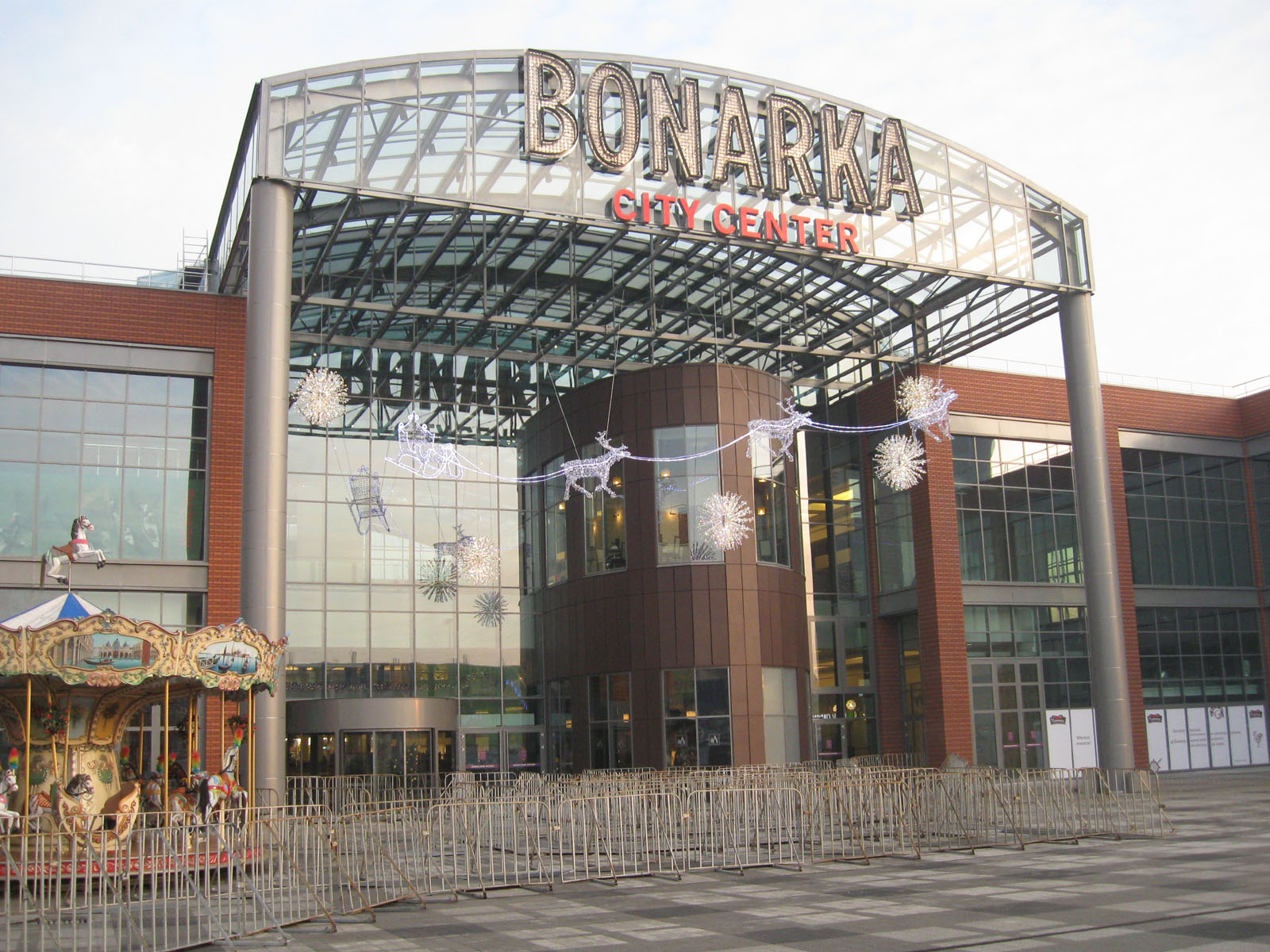
Вхід у торговий центр